# Astronomische Nachrichten
Astronomische Nachrichten (Notas Astronômicas) foi uma das primeiras revistas científicas astronômicas,. fundado em 1821 pelo astrônomo alemão Heinrich Christian Schumacher. A revista diz ser a mais antiga no ramo da astronomia que ainda é publicada. Atualmente, especializa-se na física solar, astronomia extragaláctica, cosmologia, geofísica, bem como na instrumentação destes campos.

## Lista de editores
- Heinrich Christian Schumacher

- Adalbert Krüger